# Eduardo Urzúa
Eduardo Úrzua Merino (n. Curicó, 20 de julio de 1916 - f. Santiago, 31 de mayo de 1999) fue un abogado y político chileno, exministro de Estado de su país.

## Biografía
Estudió en el Liceo de Aplicación y en la Universidad de Chile, ambos de Santiago. Juró como abogado en febrero del año 1952.
Fue subsecretario de Hacienda entre 1952-1953 y abogado integrante de la Corte Suprema de Justicia.
Fue ministro de Hacienda del presidente Carlos Ibáñez del Campo de 1956 a 1958, un periodo de inflación galopante.
Era independiente, pero su tendencia era hacia el Partido Radical.
| Predecesor: Óscar Herrera Palacios | Ministro de Hacienda de Chile 27 de agosto de 1956 - 3 de noviembre de 1958 | Sucesor: Roberto Vergara Herrera |

- Datos: Q5819786